# 赤松町 (神戸市)
赤松町（あかまつちょう）は神戸市灘区の町名の一つで、昭和7年（1932年）9月に八幡字岨・勘太郎・西ノ川・山田、高羽字楠岡を併せて成立した。神戸大学南の住宅地である。一～三丁目まである。
北は六甲台町、東は寺口町、南は曽和町、東は篠原北町。郵便番号657-0061。
令和2年国勢調査（2020年10月1日）における世帯数は320、人口730で内男性351人・女性379人。			

## 由来
明治41年（1908年）、旧高羽村山中で建物の遺構や石垣跡が検出された。これこそが大山寺文書の親良親王令旨に「当国赤松城に馳せ参ぜしむべし」とある赤松城にちがいないという郷土史家の意見から、神戸大学構内に「赤松城之址」という標柱も立てられ、昭和7年9月に赤松町と名づけられた。
しかし、実際の赤松城は播磨国佐用郡の苔縄城であり、ここにあったのは一王山十善寺の跡であることが判明。赤松氏は戦いの際、寺院を城砦として使用することが多く、赤松円心が摩耶山城に拠った時、当寺も利用したため戦火で焼けた。